# Isidorus Brennsohn

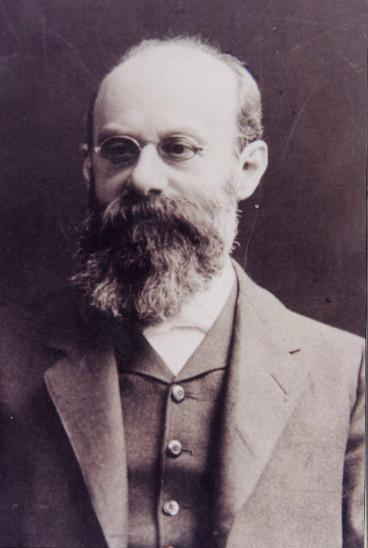
Isidorus Brennsohn

Isidorus Brennsohn (Brennson, ros. Исидор Исидорович Бренсон [Брензон], ur. 15 września?/27 września 1854 w Mitawie, zm. 31 grudnia 1928 w Rydze) – łotewski lekarz ortopeda, historyk medycyny i antropolog. Autor trzech słowników biograficznych lekarzy Kurlandii, Estonii i Liwonii.

## Życiorys
Syn kupca Isaka Brensona i  Beile-Dor z domu Kretzer. Podstawowe wykształcenie odebrał w domu, następnie w latach 1868–1875 uczęszczał do gimnazjum w rodzinnej Mitawie. W latach 1875–1881 studiował medycynę na Uniwersytecie w Dorpacie. Po ukończeniu studiów praktykował w latach 1881–1883 w parafii Subbath, gdzie zbierał materiały do swojej dysertacji doktorskiej na temat antropologii Litwinów. Na jej podstawie 31 stycznia 1883 otrzymał tytuł doktora medycyny. W latach 1884–85 i 1893 specjalizował się w Berlinie, w 1886 w Lipsku, w 1889 i 1901 w Wiedniu.
12 maja 1883 w Mitawie ożenił się z Klarą (ur. 4 grudnia 1859 w Mitawie, zm. 17 czerwca 1939 w Rydze), córką Roberta Herzenberga.

## Prace
- Zur Anthropologie der Litauer. Dorpat, 1883
- Zur Casuistik der Myositis ossificans multiplex (progressiva). Berliner klinische Wochenschrift 29, ss. 1163–1165 (1892)
- Ueber die Frühsymptome und die heutige Behandlung der tuberculösen Wirbelentzündung. St. Petersburger medizinische Wochenschrift 18, ss. 463-468 (1901)
- Die Aerzte Kurlands von 1825–1900. Mitau, 1902
- Ein Fall von Einrenkung der vordern Schulterluxation nach Riedel. Berliner klinische Wochenschrift 40, s. 281, 1903
- Die Tuberkulinbehandlung der chronischen Lungenschwindsucht; Bemerkungen. St. Petersburger medizinische Wochenschrift 32, ss. 191-199, 1907
- Die Beziehungen der Rückgratsverkrümmungen zur Schule. St. Petersburger medizinische Wochenschrift 35, ss. 281-285, 1910
- Brennsohn, Isidor: Die Ärzte Kurlands vom Beginn der herzoglichen Zeit bis zur Gegenwart ein biographisches Lexikon ; nebst einer historischen Einleitung über das Medizinalwesen Kurlands. (2 Ausg). Riga, 1929
- Die Aerzte Livlands von den ältesten Zeiten bis zur Gegenwart ein biographisches Lexikon ; nebst einer Einleitung über das Medizinalwesen Livlands. Mitau, 1905
- Die Aerzte Estlands vom Beginn der historischen Zeit bis zur Gegenwart ein biographisches Lexikon ; nebst einer historischen Einleitung über das Medizinalwesen Estlands. Riga, 1922
- Zwei Fälle von chronischer ankylosierender Wirbelversteifung. Münchener Medizinische Wochenschrift 69, ss. 117; 787, 1922
- I. Brennsohn: Auszüge aus seinen "Erinnerungen an die Studienjahre in Dorpat 1875 - 81". Eesti Arst 12, 1927
- Sketches of My Life, Especially of my Youth.